# Tephrosia emeroides
Tephrosia emeroides är en ärtväxtart som beskrevs av Achille Richard. Tephrosia emeroides ingår i släktet Tephrosia och familjen ärtväxter. Inga underarter finns listade i Catalogue of Life.